# Privilège (droit médiéval)
Pour les articles homonymes, voir privilège.
 (novembre 2018).
Si vous disposez d'ouvrages ou d'articles de référence ou si vous connaissez des sites web de qualité traitant du thème abordé ici, merci de compléter l'article en donnant les références utiles à sa vérifiabilité et en les liant à la section « Notes et références ».

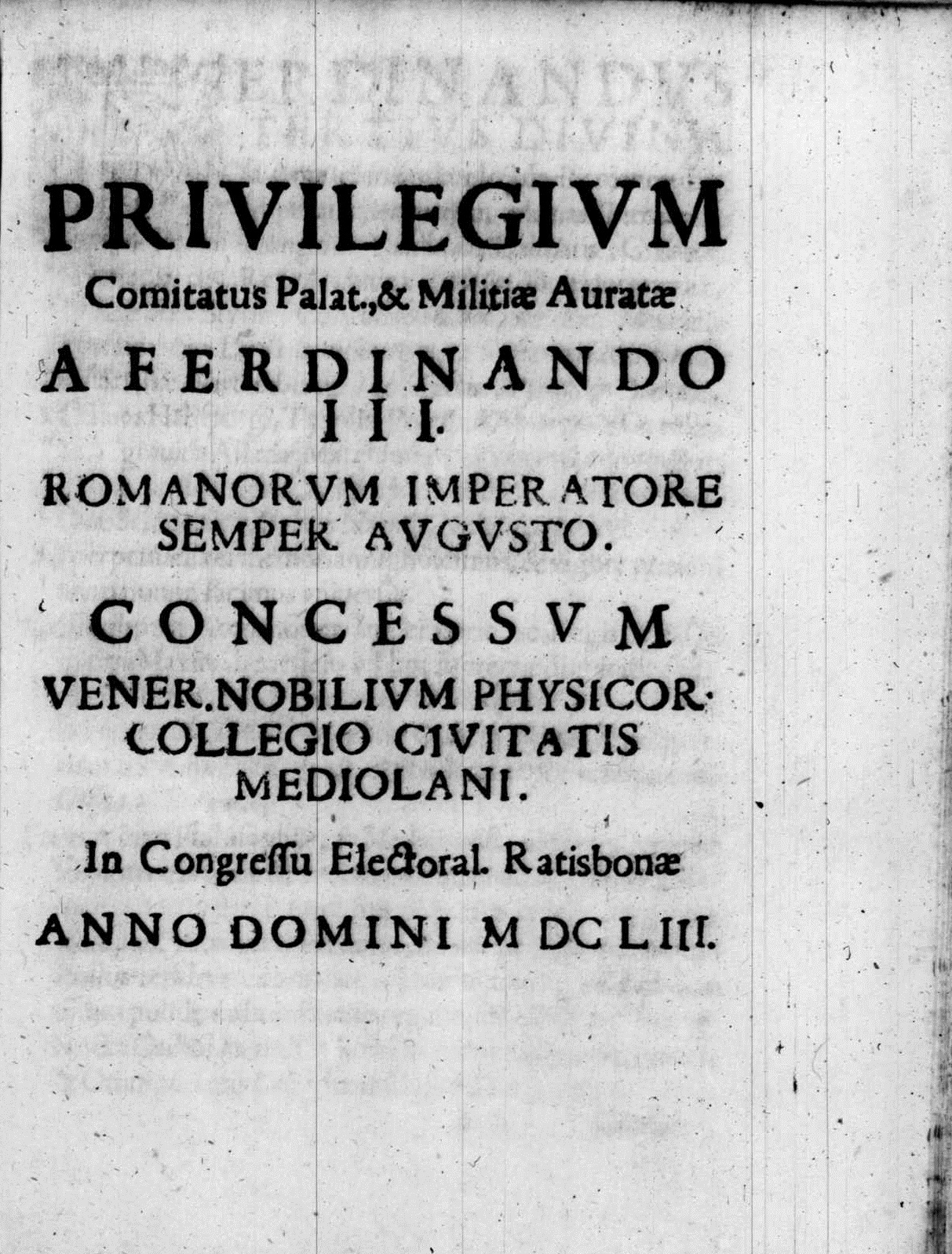
Privilegium comitatus palatinus et militiae auratae a Ferdinando Tertio, 1653. Ce privilège a été accordé par Ferdinand III de Habsbourg, empereur du Saint-Empire romain germanique, à l'important collège de médecins de Milan.

Dans l'Europe du Moyen Âge et de l'époque moderne, les privilèges sont les lois particulières (« leges privatae ») dont bénéficient des communautés et corps constitués comme le clergé, la noblesse, des communautés de métiers, des ordres religieux, des communautés d'officiers (notaires), certaines catégories sociales comme les mineurs, les veuves, les pauvres, mais aussi les habitants de certaines provinces (coutumes), de certaines villes (bourgeois de Paris) ou les étrangers (droit des gens, juifs). 
Les privilèges sont reconnus et garantis par l'autorité royale et par sa justice. Lors de son investiture, le seigneur devait promettre de respecter et d'entretenir les privilèges. Le serment de Joyeuse Entrée des Ducs de Brabant ou celui du sacre des rois de France incluaient ainsi le respect des privilèges. La défense des privilèges contre l'arbitraire royal a été le motif central de plusieurs révoltes et révolutions, comme la Ligue du Bien public au XVe siècle, la révolte des Comunidades de Castille et la guerre de révolte des Flandres au XVIe siècle ou encore la Fronde au XVIIe siècle.

## France
Dans la France d'Ancien Régime, le privilège était certes un droit qui ne s'appliquait qu'aux membres d'un groupe défini, mais en raison de l'existence des privilèges provinciaux et urbains, on peut considérer que tous les habitants du royaume étaient couverts par au moins un privilège. Toute identité (géographique, professionnelle, sociale…) s'illustrait d'ailleurs par le droit d'être jugée selon les privilèges de ce groupe. L'exclusion du groupe se caractérisait au contraire par l'incapacité et l'absence de droit : celui qui n'appartenait à aucun groupe ne disposait d'aucun droit. C'est pourquoi il fallait posséder le droit de bourgeoisie, c'est-à-dire être reconnu comme un membre de la communauté urbaine, pour briguer une magistrature dans une ville et pourquoi les non-régnicoles (les étrangers) étaient frappés par le droit d'aubaine ou, brièvement, la taxe sur les étrangers. La société d'Ancien Régime peut être, de ce fait, considérée comme une « société de privilèges », par opposition à une société organisée par le « bon plaisir » du prince.

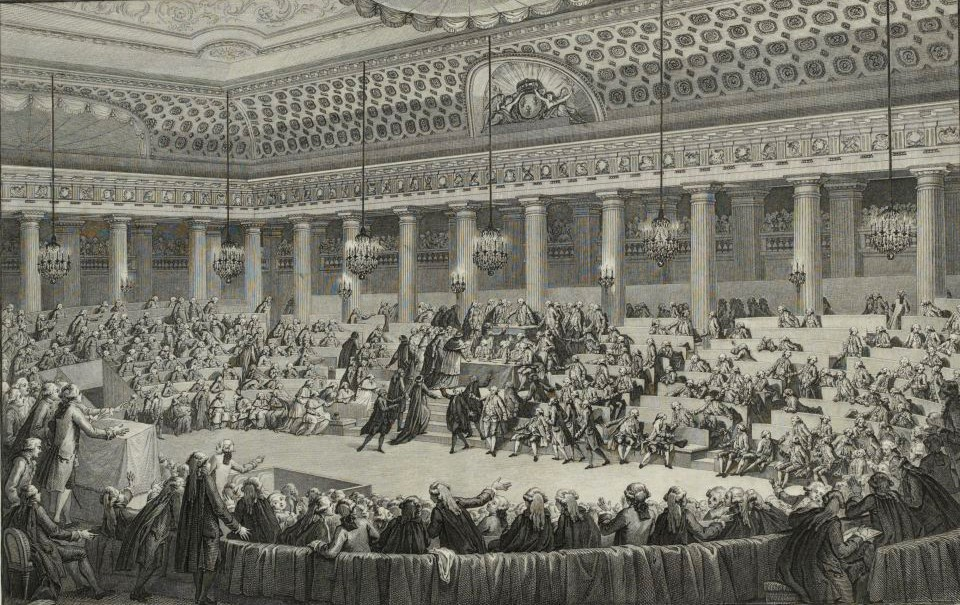
Séance de la nuit du 4 au 5 août 1789 de l'Assemblée constituante. (musée de la Révolution française).

Perçus comme un frein à la centralisation monarchique et à l'unification du territoire, les privilèges sont rationalisés par les légistes au service de la monarchie dès la fin du Moyen Âge. Le mouvement commence au XVe siècle avec la mise par écrit des coutumes et privilèges provinciaux. Le mouvement s'accélère nettement au XVIIe siècle. Richelieu puis Louis XIV vont ainsi mener une politique d'harmonisation et de remise à plat des privilèges afin de limiter les contre-pouvoirs locaux et aboutir à une monarchie absolue. Pour ce faire ils utilisent autant la force (répression des révoltes de La Rochelle et de Marseille) que la négociation avec des élites locales souvent acquises à la monarchie.
Si le privilège est fortement valorisé au Moyen Âge et au début de l'époque moderne, le mot prend avec les Lumières un sens fortement péjoratif. Il devient l'image de l'état de fait, de l'inégalité voire de l'abus, contre l'universalité de la loi et de la raison. C'est tout particulièrement le cas quand il s'applique au clergé et à la noblesse, qu'on appelle de façon polémique les « ordres privilégiés ». 
L'abolition des privilèges le 4 août 1789 par l'Assemblée nationale constituante est symboliquement un événement essentiel de la Révolution française, car elle marque la fin de l'Ancien Régime juridique : l'incarnation du droit par le roi ; désormais en tout point du royaume, tous les hommes doivent être jugés selon un droit unique.
Les privilèges royaux étaient accordés aux corporations par lettre patente. Le décret d'Allarde des 2 et 17 mars 1791 a supprimé les corporations. Le mot « patente » a néanmoins subsisté dans le vocabulaire pour désigner le brevet puis l'impôt direct (contribution des patentes) dû à la création d'une entreprise instauré par ce décret.

## Europe centrale
La première ville à se voir attribuer des privilèges est Montpellier en 1187 puis Buda (Hongrie) en 1347 suivie de Košice (Slovaquie) en 1423. Les privilèges des villes furent réduits et harmonisés en 1755 sous le règne de Marie-Thérèse.